# Od dzisiaj
Od dzisiaj – debiutancki singiel polskiego zespołu muzycznego Momo, wydany 27 maja 2013 roku i zamieszczony na pierwszej płycie studyjnej grupy, zatytułowanej Momo.

## Historia utworu

### Nagrywanie
Utwór został nagrywany w studiu S7 w Piasecznie. Muzykę do piosenki skomponowali członkowie zespołu – wokalistka Anna Ołdak i producent Michał Marecki, który odpowiedzialny jest także za produkcję singla.
W grudniu 2013 roku zespół wystąpił gościnnie w projekcie serwisu Uwolnij Muzykę!, podczas którego wykonał akustyczną wersję singla.

#### Nagranie
Poszczególne instrumenty w utworze nagrali:
- Anna Ołdak – wokal, chórki
- Michał Marecki – instrumenty klawiszowe, melodyka
- Jacek Perkowski – gitara elektryczna
- Tomasz Waldowski – perkusja

### Wydanie i odbiór
Po wydaniu singla utwór spotkał się z pozytywnym odbiorem. Recenzenci ocenili piosenkę jako utwór, który opowiada o zimie, ale wbrew pozorom nie tej kalendarzowej, tylko tej w sercu… Muzyka utrzymana jest w stylistyce elektro popu, nawiązującego do dobrych tradycji kompozytorsko-produkcyjnych lat osiemdziesiątych, a intrygujący tekst doskonale ją uzupełnia, przez co całość brzmi trochę drapieżnie, a zarazem romantycznie. Mocną stroną piosenki jest warstwa tekstowa, w której odnajdziemy wyrafinowane pióro i nieprzypadkowe słowa.

### Teledysk
Pod koniec maja 2013 roku ukazał się oficjalny teledysk do utworu „Od dzisiaj”, którego reżyserem został Alan Kępski, odpowiedzialny także ze scenariusz i montaż klipu. Oprócz samego zespołu, w obrazku pojawiły się gościnnie Ella Marija Pawlak i Anita Sawicka.

### Występy na żywo
Na początku 2013 roku zespół wziął udział w przesłuchaniach do piątej edycji programu Must Be the Music. Tylko muzyka, podczas których wykonał swój debiutancki singiel, który zapewnił im awans do rundy półfinałowej.
W czerwcu zespół wykonał utwór podczas 50. Krajowego Festiwalu Piosenki Polskiej w Opolu w ramach konkursu SuperPremiery 2013. Przed koncertem finałowym w sieci opublikowana została wersja demonstracyjna piosenki, przez co udział zespołu w imprezie był zagrożony z powodu naruszenia jednego z punktów regulaminu dotyczącego wcześniejszej premiery utworu. Wytwórnia EMI Music Polska wydała wówczas specjalne oświadczenie, w którym odparła zarzuty tłumacząc, że wersje utworów różnią się między sobą a zgłoszona kompozycja nie została opublikowana na żadnej płycie prezentowanej w rozgłośniach radiowych i stacjach telewizyjnych.